# Hwajeong-myeon, Uiryeong-gun
Hwajeong-myeon (koreanska: 화정면) är en socken i kommunen Uiryeong-gun i provinsen Södra Gyeongsang, i den centrala delen av Sydkorea, 280 km söder om huvudstaden Seoul.